# Tadeusz Wolanski
Tadeusz Wolański, poljski arheolog, * 17. oktober 1785, Szawlach, Litva, † 16. februar 1865, Ryńsk, Poljska.
Wolanski je bil arheolog, slovanofil, avtor domneve o slovanskem izvoru Etruščanov.

## Nazori
Glavno delo Tadeusza Wolańskega je bilo raziskovanje arheoloških spomenikov Evrope in Severne Afrike. Predpostavljal je, da so med 7. in 4. stoletjem pr. n. št. med starodavnim Egiptom in slovanskimi ozemlji obstajale trgovske vezi.
Tudi s pomočjo slovanskih jezikov je Wolański dešifriral večino etruščanskih napisov. Med te sodi tudi spomenik blizu Kreccia. Njegove knjige so bile vključene v Index Librorum Prohibitorum in obsojene na sežig.
Danes raziskave runskih pisav nadaljuje ruski znanstvenik Valerij Aleksejevič Čudinov.